# Santa Eulàlia d'Alendo
Santa Eulàlia d'Alendo és una l'església romànica del poble d'Alendo, en el terme municipal de Farrera, a la comarca del Pallars Sobirà. Està situada a l'extrem nord del petit poble d'Alendo, uns 150 metres al nord-nord-oest del nucli de població.

## Descripció
A cavall del mateix llom on s'assenta el petit llogaret d'Alendo, però separada d'aquest per un escaló rocós, es troba l'església dedicada a Santa Eulàlia, d'una sola nau, amb accés a l'interior per una senzilla porta de mig punt situada en el mur lateral de migdia, on també hi ha dues finestres de doble esqueixada en la part alta del mur; a l'est hi ha un absis semicircular, totalment llis a l'exterior, amb una finestreta de doble esqueixada al centre i una altra a migdia més ben treballades que les de la façana sud. A l'interior, cobreix l'absis una volta de quart d'esfera lleugerament apuntada. Entre la nau i l'absis, existeixen un petit presbiteri que s'obre a la nau mitjançant un arc toral apuntat. Aquesta última és coberta per una encavallada de fusta que suporta un llosat de llicorella a dues aigües. A l'exterior, sobre el presbiteri i en el pinyó de la coberta, s'aixeca un petit campanar d'espadanya. Els paraments són de tosc aparell de pedra del país, parcialment coberts per un arrebossat.
A la façana sud, en l'àmbit de la porta es conserven uns caps de biga que responen, amb tota probabilitat, a l'estructura d'un porxo de fusta, l'àmbit del qual és assenyalat en la façana del parament, arrebossat, que també es repeteix en la façana absidal.
L'aparell és de petit carreu de pedra llosenca, molt irregular, en filades irregulars, amb peces de pedra tosca en la formació dels arcs de la porta i les finestres.
L'exterior és totalment orfe de decoració i només el petit campanar d'espadanya de dos ulls situat sobre l'arc presbiteral, modifica el compacte joc de volums d'una obra eminentment rústega, de datació ja força avançada dins el segle xii, en la qual cal destacar l'element, força estrany, dels contraforts laterals de l'arc presbiteral a l'exterior.

## Història
Església i parròquia documentades l'any 1073, en què el bisbe Bernat Guillem la donava, juntament amb les esglésies de Burg i Baien, a Orset i al seu nebot a canvi de rebre determinats serveis feudals.
L'any 1272 devia produir-se la integració d'aquest lloc al vescomtat de Castellbò, en adquirir el vescomte la coma de Burg als comtes de Pallars Sobirà. Davant la manca de documentació escrita sobre aquestes contrades, cal suposar que Alendo degué fluctuar entre els diferents poders que es disputaren la seva possessió i jurisdicció, juntament amb la d'altres llocs.
Al final del segle xv la jurisdicció d'Alendo era encara motiu de discòrdia, tot i que es trobava inclosa a la batllia i quarter de Tírvia, sent considerat un mas i no una vila.
L'església d'Alendo no apareix documentada en cap de les relacions d'esglésies parroquials ni del deganat de Cardós, ni posteriorment de l'oficialat de Tírvia. En la visita pastoral del 1758, el visitador diu que l'església d'Alendo, que era sufragània de Santa Eulàlia de Farrera, i "tiene su iglesia con sagrario y fuentes baptismales (...). No ay sino un altar que es de San Roque, està bien ornamentado y adornado (...). La iglesia es suficiente pero el simenterio no està bien rodeado de paredes". En el "Plan Parroquial" del 1904, aquesta església apareix dedicada a santa Eulàlia, advocació que s'ha mantingut.